# Organe de coordination pour l'analyse de la menace
L'Organe de coordination pour l'analyse de la menace (OCAM, en néerlandais Orgaan voor de Coördinatie en de Analyse van de Dreiging (OCAD), en allemand Koordinationsorgan für die Bedrohungsanalyse (KOBA), en anglais Coordination Unit for Threat Analysis (CUTA)), est un service officiel belge chargé par la Loi du 10 juillet 2006 de l’analyse de la menace en matière de terrorisme et d’extrémisme, sur base des informations et renseignements fournis par :
- la Sûreté de l'État ;
- le Service général du renseignement et de la sécurité (dépendant du Ministère de la Défense) ;
- les polices locales et fédérale (dépendant du SPF Intérieur) ;
- l'Administration des douanes et accises (dépendant du SPF Finances) ;
- l'Office des étrangers du SPF Intérieur ;
- le SPF Mobilité et Transports ;
- le SPF Affaires étrangères, commerce extérieur et coopération au développement) ;
- la direction générale du Centre de Crise (dépendant du SPF Intérieur) ;
- la direction générale Etablissements pénitentiaires (dépendant du SPF Justice) ;
- le Service Laïcité et Cultes de la Direction générale de la Législation et des Libertés et Droits fondamentaux (dépendant du SPF Justice) ;
- l'Administration générale de la Trésorerie (dépendant du SPF Finances)

## Description
L’OCAM, qui a succédé au Groupe interforces antiterroriste (GIA), est placé sous l’autorité conjointe des Ministres de la Justice et de l’Intérieur. De par cette spécificité, il est contrôlé à la fois par le Comité permanent de contrôle des services de police (Comité P) et le Comité permanent de contrôle des services de renseignement et de sécurité (Comité R),,.

## Histoire
Créé en 2006, l’Organe de Coordination pour l’Analyse de la Menace (ou OCAM) est le centre belge de connaissances et d’expertise chargé de l'analyse de la menace terroriste et extrémiste en Belgique et envers les intérêts belges à l’étranger. Bien que l’OCAM soit placé sous l'autorité des Ministres de la Justice et de l’Intérieur, il remplit ses missions en toute indépendance. 

## Sources
1. ↑  « CUTA/OCAD/OCAM », International Conference on National and International Coordination in Counter-Terrorism - Council of Europe, coe.int
2. ↑  « Höchste Terrorwarnstufe für Region Brüssel », flandern.be, 21 nov 2015 (date de publication).
3. ↑  « Loi relative à l'analyse de la menace », Moniteur belge, 20 juillet 2006 (date de publication).
4. ↑  « Qu'est-ce que l'Organe de coordination pour l'analyse de la menace ? », Site du Comité permanent de contrôle des services de renseignement et de sécurité.
5. ↑  « TERRORISME Vers la création d'un service chargé d'analyser la menace », Le Soir, 16 février 2006.
6. ↑  « Loi organique du contrôle des services de police et de renseignement et de l'Organe de coordination pour l'analyse de la menace », Moniteur belge, 18 juillet 1991 (nouvelle dénomination avec ajout de l'OCAM : 10 juillet 2006).